# Campionati mondiali di IQFoil 2025
I Campionati mondiali di IQFoil 2025 si sono svolti ad Aarhus, in Danimarca, dal 4 all'11 luglio 2025.

## Podi
| Evento           | Oro         | Argento         | Bronzo            |
| IQFoil maschile  | Andy Brown  | Tom Arnoux      | Nicolò Renna      |
| IQFoil femminile | Emma Wilson | Tamar Steinberg | Theresa Steinlein |

## Medagliere
| Posiz. | Nazione     | Oro | Argento | Bronzo | Totale |
| ------ | ----------- | --- | ------- | ------ | ------ |
| 1      | Regno Unito | 2   | 0       | 0      | 2      |
| 2      | Francia     | 0   | 1       | 0      | 1      |
| 2      | Israele     | 0   | 1       | 0      | 1      |
| 4      | Germania    | 0   | 0       | 1      | 1      |
| 4      | Italia      | 0   | 0       | 1      | 1      |
| Totale | Totale      | 2   | 2       | 2      | 6      |